# 様式
| ウィキペディアには「様式」という見出しの百科事典記事はありません（タイトルに「様式」を含むページの一覧/「様式」で始まるページの一覧）。 代わりにウィクショナリーのページ「様式」が役に立つかもしれません。 |